# Annenahalli, Kolar
Annenahalli là một làng thuộc tehsil Kolar, huyện Kolar, bang Karnataka, Ấn Độ.